# Szolnoki Olaj KK
Szolnoki Olaj KK je mađarski košarkaški klub iz Szolnoka. 

## Povijest
Klub je osnovan 1959. i od tada se razvio u jedan od najuspješnijih mađarskih košarkaških klubova. 
2012. je igrao na završnom Final Four turniru EuroChallengea gdje ga je porazio turski Beşiktaş. U sezoni 2012./13. pridružio se ABA ligi. 

## Uspjesi
- mađarsko prvenstvo (4):

1991., 2007., 2011., 2012.
- mađarski kup (5):

2002., 2007., 2011., 2012., 2014.

## Vanjske poveznice
- Službene stranice  Arhivirana inačica izvorne stranice od 15. ožujka 2014. (Wayback Machine)